# Çò des de Malida
Çò des de Malida és una casa de Casau al municipi de Vielha e Mijaran (Vall d'Aran) inclosa a l'Inventari del Patrimoni Arquitectònic de Catalunya.

## Descripció
Çò des de Malida és un antic habitatge que tenia els edificis disposats a banda i banda del carrer. La casa de secció rectangular s'assenta en el penedís en sentit longitudinal, de manera que les obertures de la façana sota arcs de descàrrega defineixen una "cava" en el costat de llevant,una planta baixa i un primer pis, sota una coberta d'encavallades de fusta, de dos vessants i un "tresaigües" en els extrems, i una teulada de lloses de pissarra. La façana, paral·lela a la "capièra" i orientada a migdia, presenta un notable portal de fàbrica amb els carreus de llarg i de través, imitant solucions clàssiques, i una llinda que duu gravat l'any 1883

## Història
L'any 1613 surt documentant un Nadal Soler de Casau, conseller del "terçon" de Vielha.